# Acro AG
Die Acro Aktiengesellschaft Küssnacht und die American Crude Oil Motors Corp. (Acro), Buffalo waren eine Patentverwertungs- und Entwicklungsgruppe für den schnelllaufenden Dieselmotor, die den drei Brüdern Gotthard, Albert und Rudolf Wielich
gehörte. Zahlreiche ihrer Patente gingen 1925 an die Firma Robert Bosch über, darunter das bedeutende Acro-Luftspeicherverfahren nach Franz Lang. 
Die Gründung der Acro AG, Küssnacht, wird in der Literatur zwischen 1922 und 1925 datiert. Die Gebrüder Wielich waren wirtschaftlich ebenfalls mit der Süddeutschen Motoren-AG verbunden. Albert Wielich war zusammen mit Walter Lippart in Buffalo an der Entwicklung eines schnelllaufenden Bootsmotors bei der Sterling Engine Corp. beteiligt, wobei Langs Verfahren Anwendung fand. Darauf dürfte die Gründung der Acro Corp., Buffalo, zurückgehen.